# Papa Camara
Papa Camara, Naby Laye Camara (1951 – Conakry, 2018. január 4.) guineai labdarúgó, edző, szövetségi kapitány.

## Pályafutása
1970 és 1986 között a Hafia FC csapatában játszott, ahol 12 bajnoki címet és egy guineai kupa-győzelmet ért el az együttessel. 1974 és 1985 között szerepelt a guineai válogatottban és tagja volt az 1976-os etiópiai afrikai nemzetek kupáján ezüstérmet szerző együttesnek. 1994-ben a guineai válogatott szövetségi kapitánya volt.

## Sikerei, díjai
Guinea
- Afrikai nemzetek kupája
  - ezüstérmes: 1976, Etiópia